# تیپ ترک
تیپ ترک (ترکی استانبولی: Şimal Yıldızı) تیپ پیاده‌نظام نیروی زمینی ترکیه است که به همراه فرماندهی سازمان ملل در جریان جنگ کره بین ۱۹۵۰ و ۱۹۵۳ جنگید. تیپ ترک در کنار بخش ۲۵ام پیاده‌نظام آمریکا در عملیات‌های متعدد جنگید و از کره و آمریکا پس از جنگ در نبرد کونوری افتخارات نظامی دریافت کرد. تیپ ترک به خاطر قابلیت‌های رزمی، دفاع سرسختانه، تعهد به مأموریت و شجاعت به شهرت رسید.